# 卡夫雷罗斯德尔里奥
卡夫雷罗斯德尔里奥，是西班牙卡斯蒂利亚-莱昂莱昂省的一个市镇。 总面积25平方公里，总人口554人（001年），人口密度22人/平方公里。